# Palazzo Tupputi
Ubicato in Bisceglie, palazzo Tupputi rappresenta un prestigioso esempio di architettura rinascimentale in Puglia.
È stato sede di sala conferenze e mostre. Attualmente è sottoposto a lavori di restauro.

## Storia
Il palazzo, di cui si ignora l'autore,  fu fatto edificare nei pressi dell'antica porta di Zappino verso la seconda metà del XVI secolo, con molta probabilità dai conti Frisari originari del salernitano.

L'edificio cambiò denominazione verso la metà del XVIII secolo, quando fu venduto ai marchesi Tupputi, originari del piacentino, che lo destinarono a dimora familiare.

Con l'insediamento dei nuovi proprietari le grandi finestre del piano nobile vennero trasformate in balconi.

Durante il periodo risorgimentale l'edificio fu sede della carboneria. Il 5 luglio del 1820, a seguito dei moti liberali scoppiati nelle guarnigioni militari di Nola e di Avellino e all'insurrezione di Foggia,  si svolse nei locali, a pianterreno del palazzo, la Dieta delle Puglie, una storica riunione presieduta dal marchese Domenico Antonio Tupputi. In questa sede i carbonari pugliesi concordarono un'azione congiunta a sostegno della Repubblica Partenopea.

Nel dopoguerra, l'edificio venne acquisito dal Comune di Bisceglie che, dopo lunghi anni di abbandono, lo destinò a sede di mostre d'arte ed a sala per conferenze.

Attualmente l'intero edificio è sottoposto a restauro, al termine del quale dovrebbero insediarvisi alcuni uffici istituzionali fra i quali l'ufficio di rappresentanza del sindaco.

## Descrizione

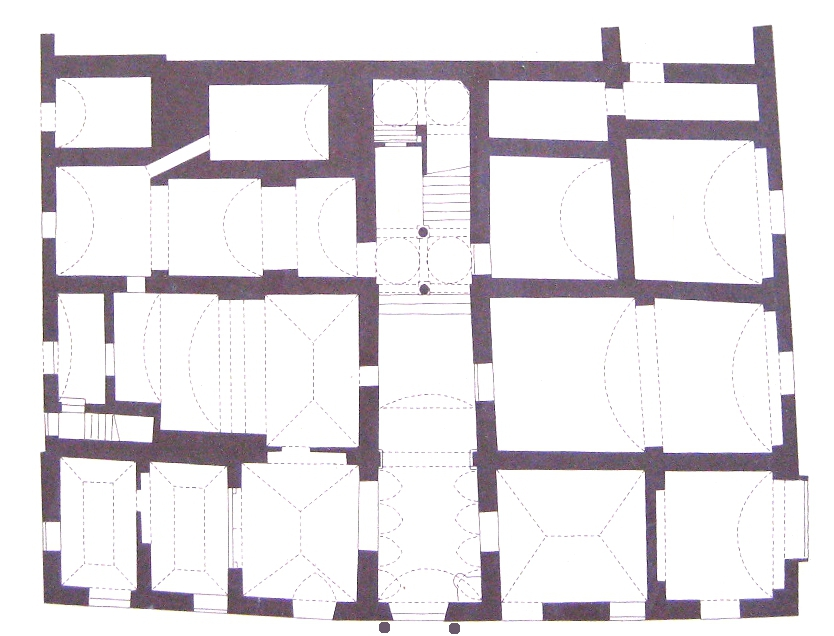
Palazzo Tupputi. Pianta

Palazzo Tupputi si sviluppa ad angolo fra via Cardinale dell'Olio e via Ottavio Tupputi (Centro storico).  L'ingresso principale a portale rettangolare è disposto nel mezzo della facciata di via Cardinale Dell'Olio n. 34.

Le facciate dell'edificio, simmetriche e prive di ordini architettonici, sono caratterizzate solo dalla trattazione differente delle superfici che ne delineano orizzontalmente il piano terra con i due piani successivi.

La superficie inferiore, afferente al piano terra, è caratterizzata da un bugnato disposto a filari e realizzato con blocchi di pietra sbozzati grossolanamente. In essa si aprono l'ingresso e le botteghe, anche queste ultime a portale rettangolare.

Il piano nobile viene sottolineato da una cornice orizzontale marcapiano interrotta dalle mensole dei piccoli balconi, mentre la caratteristica principale è data dalle circa 2000 bugne di pietra locale tagliate a punta di diamante, che si sviluppano, sui livelli successivi delle due facciate, e si concludono con una trabeazione suggellata da un cornicione aggettante.

Gli eleganti balconcini in ferro battuto, disposti al piano nobile, furono aggiunti nel XVIII secolo per ingrandire le finestre rinascimentali. Sia i balconi che le finestre del secondo piano sono inquadrate da raffinate cornici.

Tra i rimaneggiamenti attuati sotto la proprietà dei marchesi Tupputi è da ricordare la ristrutturazione del cortile interno, a cui si accede attraverso un androne ed in cui è riconoscibile, sotto una volta a botte lunettata, lo stemma della famiglia proprietaria.

Il fronte del cortile si sviluppa su tre piani di arcate, separate da pregiate colonne di granito numidico.

Nell'interno vi sono splendide sale finemente decorate.

## Eventi
Prima dell'inizio dei lavori di restauro nell'edificio si sono tenute le seguenti attività culturali:
- Mostre di Architettura[8]
- Mostre di Pittura
- Mostre di Fotografia
- Presentazione di libri nell'ambito della rassegna "I libri nel borgo antico"
- Mostre di antichi strumenti musicali nell'ambito del festival dedicato a Mauro Giuliani

## Galleria d'immagini

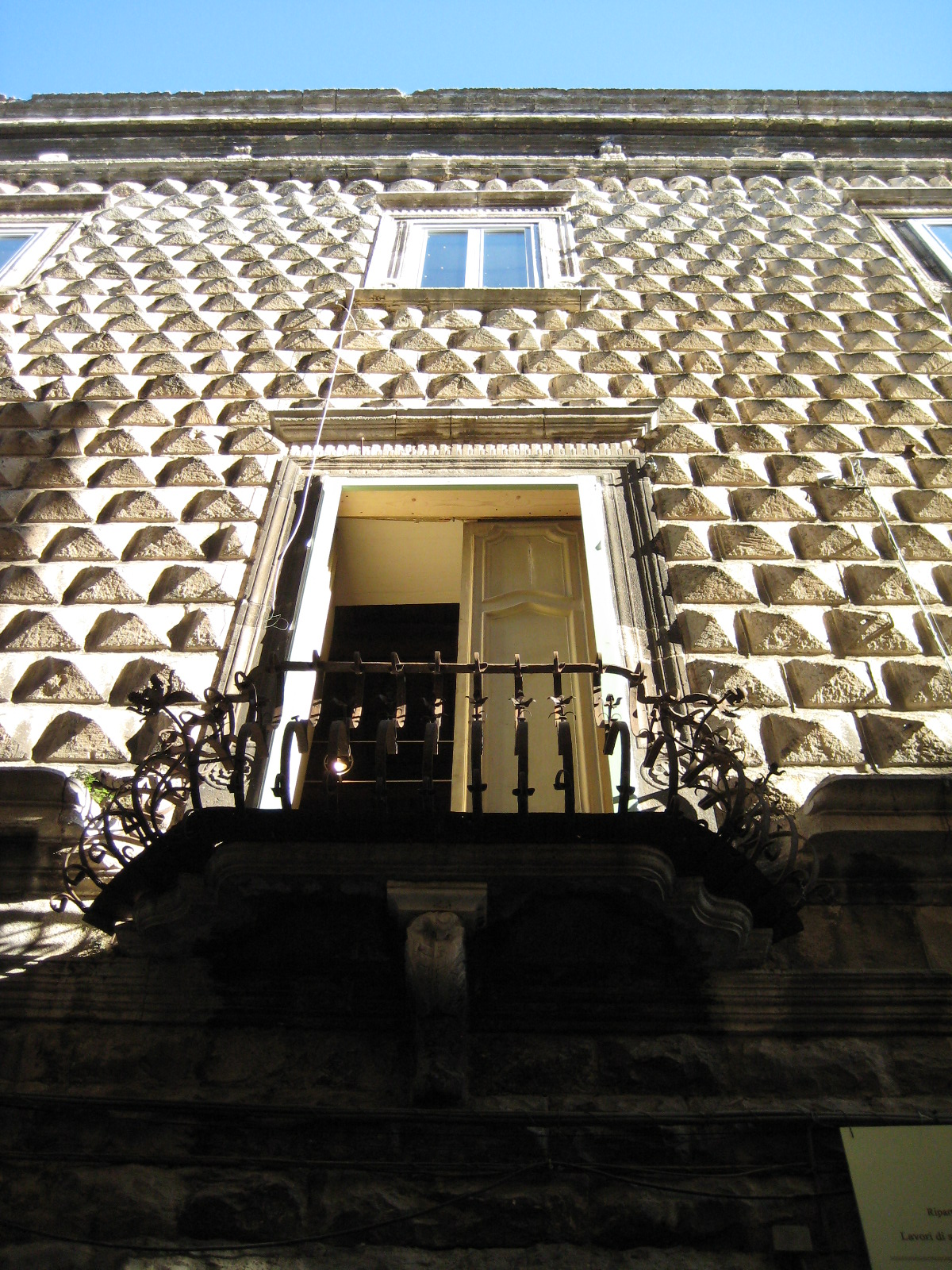
Particolare della facciata principale
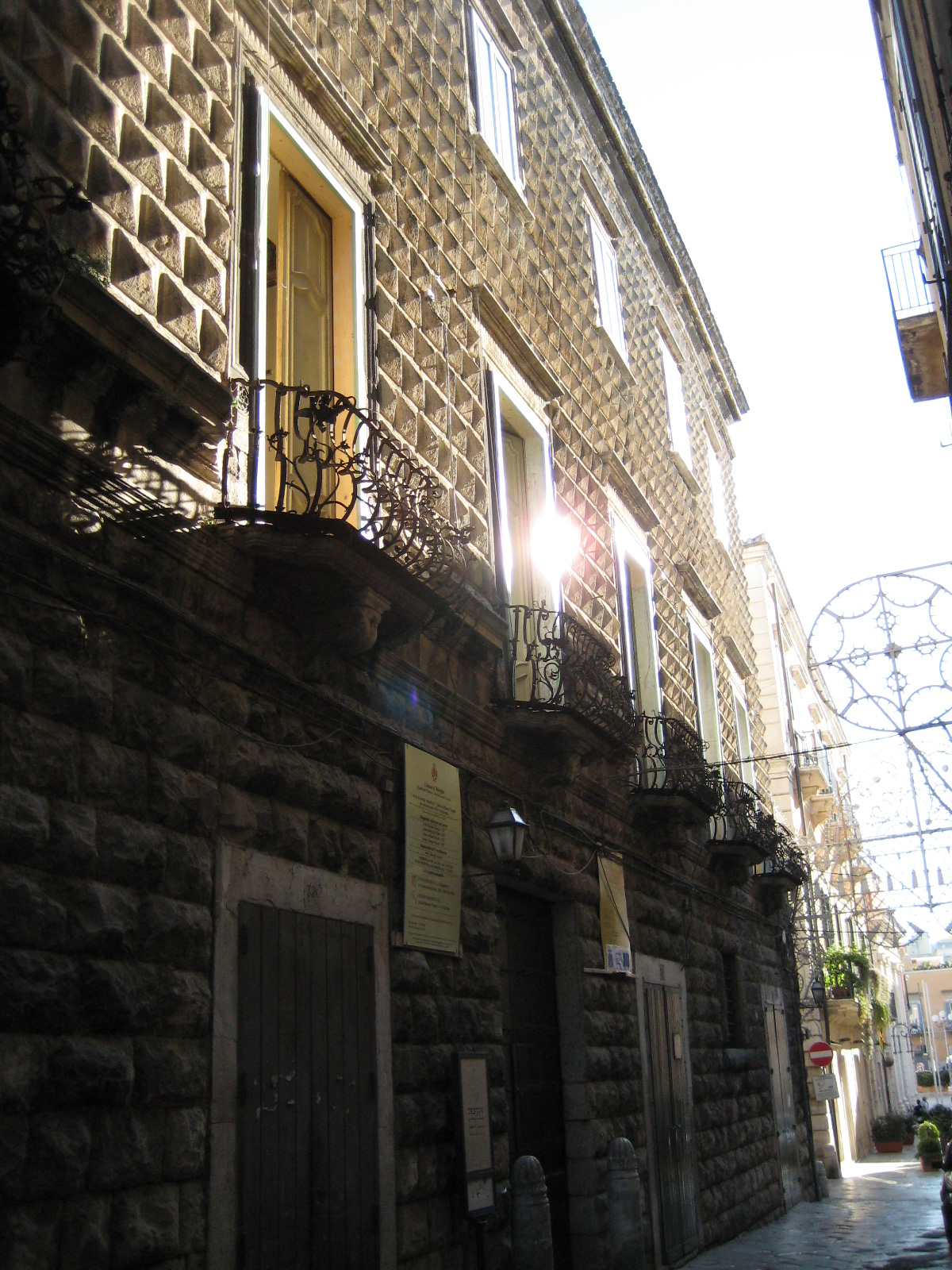
La facciata principale del palazzo su via Cardinale Dell'Olio
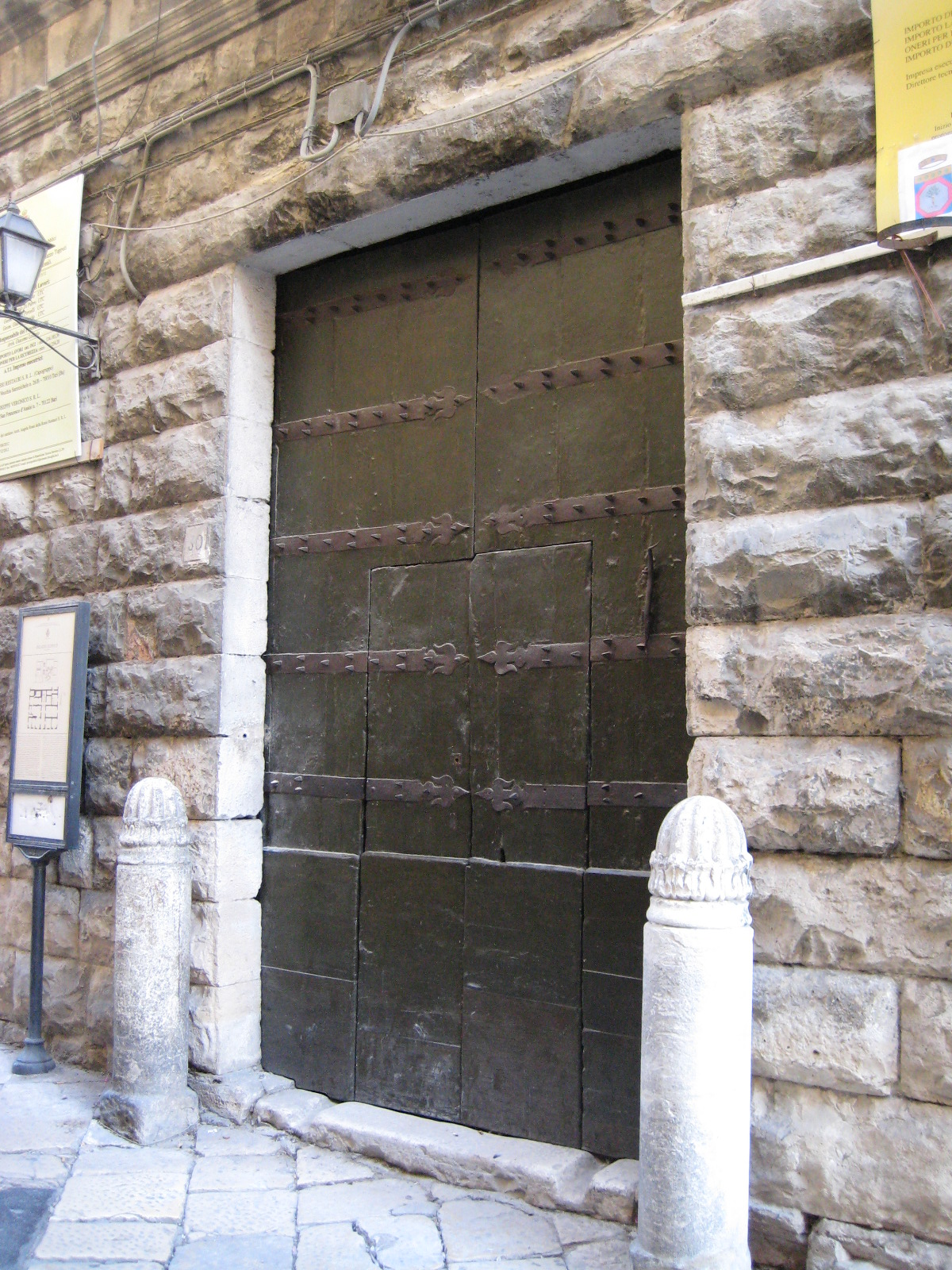
L'ingresso principale su via Cardinale Dell'Olio
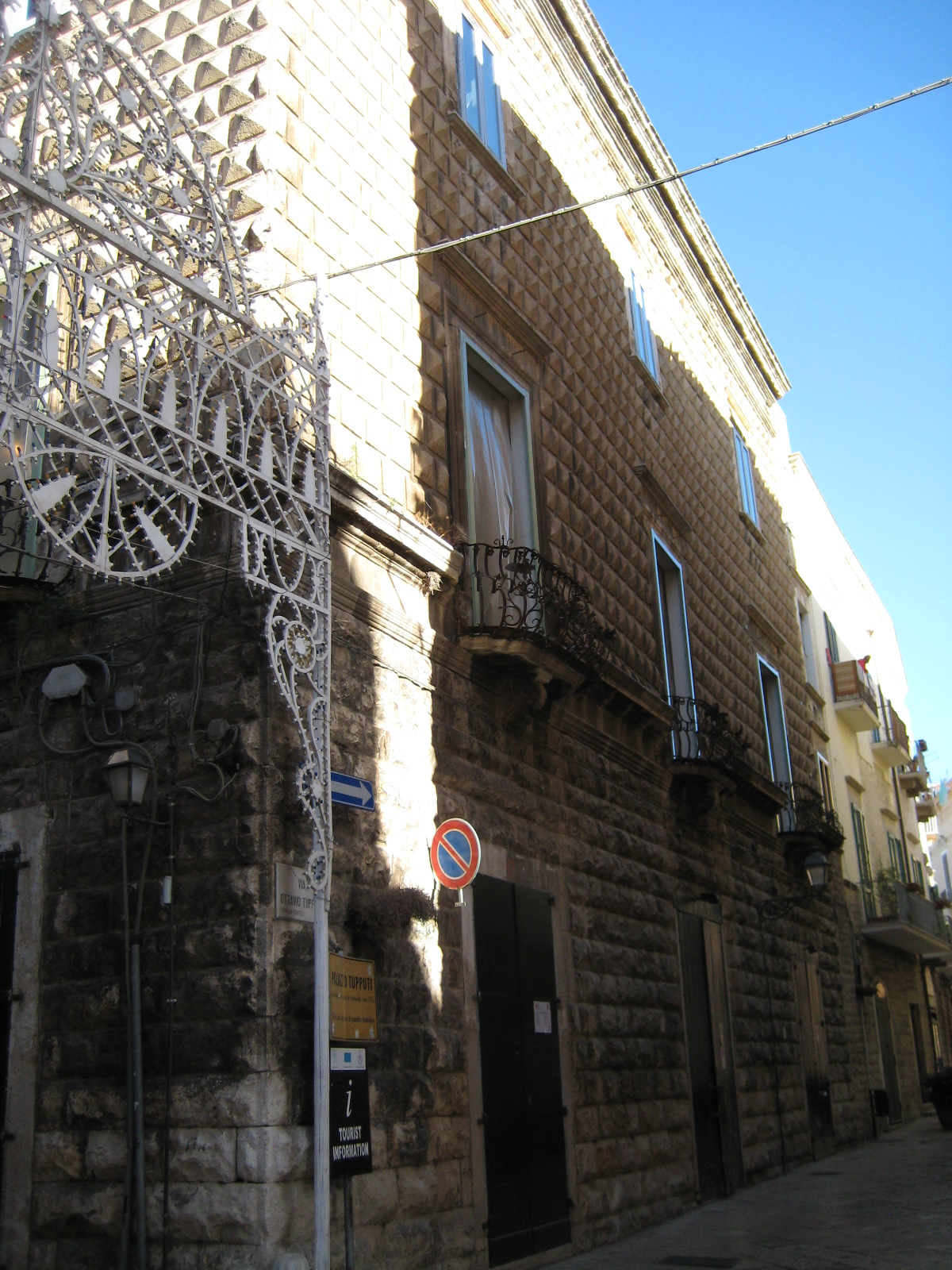
La facciata del palazzo su via Ottavio Tupputi